# قد الأنهار
القُدّ النهري أو قُدّ الأنهار أو قد المياه العذبة (الاسم العلمي: Cottus gobio) (بالإنجليزية: Bullhead)‏ هو نوع من الأسماك يتبع جنس القد من فصيلة القديات.